# Офанзива на језеру Радоњић
Операција на језеру Радоњић била је југословенска офанзива против милитаната ОВК у Прилепу, Ирзнићу, Дашиновацу и Гложану, селима у општини Дечани, током Рата на Косову у септембру 1998. године. Операција је уследила као одговор на протеривање српских цивила од стране ОВК са тог подручја. Тројица припадника ОВК касније су оптужени пред Међународни кривични трибунал за бившу Југославију у вези са догађајима у том рејону.

## Увод
Као одговор на избијање Рата на Косову у фебруару 1998, ОВК под командом Рамуша Харадинаја покренула је кампању северно од језера Радоњић са циљем преузимања контроле над простором између Гложана и Дечана у марту 1998.
До априла 1998, скоро сви српски цивили у зони деловања ОВК били су убијени или протерани, а етнички Албанци осумњичени за „сарадњу“ са југословенским снагама такође су били мета напада. Између марта и септембра 1998, ОВК је отела преко 60 цивила, од којих су многи убијени.

## Југословенска офанзива
Током лета 1998, југословенске снаге су свакодневно гранатирале албанска села око језера Радоњић са позиција на околним брдима. Снаге ОВК су ојачале и контролисале села даље од главних путева, док је југословенска војска држала положаје на брдима.
У септембру 1998, Војска Југославије (ВЈ) и полиција су покренуле противофанзиву и заузеле низ села око језера Радоњић почевши од Прилепа, Ирзнића/Резнића, Дашиновца/Дашиноваца и Гложана/Глогињана. Пуковник Џон Кросленд, британски официр при ВЈ, био је сведок тих дешавања и изјавио је да је лично видео пљачкање и паљење кућа од стране српских снага, при чему је село Прилеп срушено до висине од 18 инча изнад тла. Он је изјавио да су у офанзиви учествовале ВЈ, српска полиција и паравојне јединице попут МУП-а, ПЈП-а, САЈ-а и ЈСО-а.

## Последице
У августу и септембру 1998, југословенске власти су саопштиле да су пронашле посмртне остатке 39 особа у том подручју. Ради се о Србима, Ромима/Египћанима и Албанцима који су нестали у периоду када је ОВК контролисала тај крај.
У марту 2005, Међународни кривични трибунал за бившу Југославију подигао је оптужницу против тројице чланова ОВК за етничко чишћење, злостављање, отмице, сексуалне нападе и убиства у близини језера Радоњић: Рамуш Харадинај, Идриз Балај и Лахи Брахимај.
Судско веће Трибунала детаљно је анализирало доказе пронађене у каналу језера Радоњић током трогодишњег суђења. Утврђено је да је седморо људи чија су тела пронађена у околини језера убијено од стране ОВК. Ти појединци су били Зенун Гаши, Нурије Краснићи, Истреф Краснићи, Саније Балај, као и мајка и две сестре Сведока 4 и 19.